# Reprezentacja Trynidadu i Tobago w piłce wodnej kobiet
Reprezentacja Trynidadu i Tobago w piłce wodnej kobiet – zespół, biorący udział w imieniu Trynidadu i Tobago w meczach i sportowych imprezach międzynarodowych w piłce wodnej, powoływany przez selekcjonera, w którym mogą występować wyłącznie zawodnicy posiadający obywatelstwo Trynidadu i Tobago. Za jej funkcjonowanie odpowiedzialny jest Związek Pływacki Trynidadu i Tobago (ASATT), który jest członkiem Międzynarodowej Federacji Pływackiej.